# Maxinquaye
Az 1995-ös Maxinquaye Tricky debütáló nagylemeze. A lemez sötét, misztikus hangulata a hiphop, a soul, a dub, a rock és az electronica elemeit ötvözi.
Az album Tricky megboldogult anyjáról, Maxine Quaye-ról kapta a nevét. A kritikusok már megjelenésekor dicsérték a lemezt. Szerepel az 1001 lemez, amit hallanod kell, mielőtt meghalsz című könyvben.

## Az album dalai
|     | Cím                                     | Hossz |
| --- | --------------------------------------- | ----- |
| 1.  | Overcome                                | 4:30  |
| 2.  | Ponderosa                               | 3:31  |
| 3.  | Black Steel                             | 5:40  |
| 4.  | Hell Is Round the Corner                | 3:47  |
| 5.  | Pumpkin (közreműködik Alison Goldfrapp) | 4:31  |
| 6.  | Aftermath                               | 7:39  |
| 7.  | Abbaon Fat Tracks                       | 4:27  |
| 8.  | Brand New You're Retro                  | 2:54  |
| 9.  | Suffocated Love                         | 4:53  |
| 10. | You Don't                               | 4:39  |
| 11. | Strugglin'                              | 6:39  |
| 12. | Feed Me                                 | 4:04  |

## Kislemezek
| Megjelenés        | Kislemez                                 | Helyezés (brit kislemezlista) |
| ----------------- | ---------------------------------------- | ----------------------------- |
| 1994. január 24.  | Aftermath                                | 69                            |
| 1994. április 25. | Ponderosa                                | –                             |
| 1995. január 16.  | Overcome                                 | 34                            |
| Black Steel       | 1995. április 3.                         | 28                            |
| 1995. július 24.  | The Hell E.P. (Hell Is Round the Corner) | 12                            |
| 1995. október 30. | Pumpkin                                  | 26                            |

## Közreműködők
- David Alvarez – művészi vezető, design
- Howie B – dalszerző, producer
- Pete Briquette – basszusgitár
- Cally – művészi vezető, design
- FTV – gitár, dob
- Alison Goldfrapp – ének (Pumpkin)
- Martina Topley-Bird – ének
- Kevin Petrie – producer
- Ragga (Ragnhildur Gísladóttir) – ének
- Mark Saunders – billentyűk, gitár, producer
- James Stevenson – gitár, basszusgitár
- Mark Stewart – ének (Aftermath)
- Tricky – dalszerző, ének, producer
- Tony Wrafter – fuvola

## Fordítás
Ez a szócikk részben vagy egészben a Maxinquaye című angol Wikipédia-szócikk ezen változatának fordításán alapul.  Az eredeti cikk szerkesztőit annak laptörténete sorolja fel. Ez a jelzés csupán a megfogalmazás eredetét és a szerzői jogokat jelzi, nem szolgál a cikkben szereplő információk forrásmegjelöléseként.